# 연산군 (충청남도)
연산군(連山郡)은 논산시 동부 지역(연산면, 양촌면, 벌곡면, 부적면) 및 계룡시 일원에 있던 옛 고을이다. 현재의 연산면이 이 지역의 중심지가 되는 지역이다.
연산군이라는 이름은 고려 초에 붙여진 것으로, 백제 시기에는 황등야(산)군(黃等也山郡), 통일신라 시기에는 황산군(黃山郡)으로 불렸다. 조선 태종 13년(1413년)에 현감을 두는 연산현이 되었다가, 1895년 다시 연산군이 되었다.

## 1914년 이후
| 부령 제111호 |                      | |
| 구 행정구역 | 신 행정구역 (논산군) | 신 행정구역 (논산군)                                                                                             |
| 두마면(豆磨面) 이동 일부/광수리 일부/동서암리 일부, 산직리/하죽리/농소리/회음동/이동 일부, 구로곡리/장대리/동서암리 일부, 광수리 일부/엄사리 일부/(식한면) 성재동, 은동/산소리 일부/(진잠군 하남면) 우명리 일부, 가지동/입암리/산소리 일부 | 두마면               | 금암리, 농소리, 두계리, 엄사리, 왕대리, 입암리                                                                   |
| 식한면(食汗面) 사봉리/내송리 일부/노석리 일부/향한리 일부/이동 일부/유동 일부/화악리 일부, 도곡리/장재동/이동 일부, 신내동/동대리/백암리/부남리 일부, 장고산리/정장리 일부/부남리 일부/동촌리 일부/석계리 일부, 용동/우적동/묵방리/화산리/정장리 일부/동촌리 일부/석계리 일부/(진잠군 서면) 월저리 일부, 내송리 일부/광석리 일부/유동 일부, 내기동/송림리/경운리/정장리 일부/부남리 일부/석계리 일부, 종평리/외송리/운전리/운동리/내송리 일부/향한리 일부/(두마면) 엄사리 일부, 교촌리 일부/하교촌리/(백석면)고양리, 관동리/교촌리 일부, 개태리 일부/한림정리/산노리/북계리/상송리/하송리/호동 일부, 개태리 일부/호동 일부/화악리 일부, 화악리 일부/수락리/청동 | 두마면               | 광석리, 도곡리, 부남리, 석계리, 용동리, 유동리, 정장리, 향한리                                                   |
| 식한면(食汗面) 사봉리/내송리 일부/노석리 일부/향한리 일부/이동 일부/유동 일부/화악리 일부, 도곡리/장재동/이동 일부, 신내동/동대리/백암리/부남리 일부, 장고산리/정장리 일부/부남리 일부/동촌리 일부/석계리 일부, 용동/우적동/묵방리/화산리/정장리 일부/동촌리 일부/석계리 일부/(진잠군 서면) 월저리 일부, 내송리 일부/광석리 일부/유동 일부, 내기동/송림리/경운리/정장리 일부/부남리 일부/석계리 일부, 종평리/외송리/운전리/운동리/내송리 일부/향한리 일부/(두마면) 엄사리 일부, 교촌리 일부/하교촌리/(백석면)고양리, 관동리/교촌리 일부, 개태리 일부/한림정리/산노리/북계리/상송리/하송리/호동 일부, 개태리 일부/호동 일부/화악리 일부, 화악리 일부/수락리/청동 | 연산면               | 고양리, 관동리, 송정리, 천호리, 화악리                                                                           |
| 군내면(郡內面) 신암리 일부/황령리, 남촌리/북촌리/신암리 일부 | 연산면               | 신암리, 연산리                                                                                                   |
| 백석면(白石面) 덕암리 일부/행정리/도구리, 덕산리/용산리/망덕리/덕곡리/신소리 일부/평촌리 일부, 사포리/귀암리/신정리/신소리 일부/평촌리 일부/구정리 일부/(외성면)소원리/개정리/(노성군 하도면)숙진동 일부, 송산리 일부/구정리 일부/(외성면)부황리 일부/청림리 일부/중외리 일부/하외리 일부/왕덕리 일부, 상오리/하오리/송산리 일부/부황리 일부/(노성군 하도면)노오리 일부, 장전리/장항리/덕암리 일부/당곡리 일부/(외성면)청림리 일부/왕덕리 일부, 상표리/중표리/하표리/신표리/당곡리 일부/(외성면)고양교리 일부/청림리 일부 | 연산면               | 덕암리, 백석리, 사포리, 송산리, 어은리, 오산리, 장전리, 표정리                                                   |
| 내적면(內赤面) 우수리/거정리 일부, 청동리, 수정리/거정리 일부 | 연산면               | 고정리, 청동리, 한전리                                                                                           |
| 외성면(外城面) 구산리/신심리/남리/학정리/상림리/중림리/하림리/(내적면)상벌리, 부황리 일부, 상외리/왕덕리 일부/왕북리 | 연산면               | 임리 |
| 외성면(外城面) 구산리/신심리/남리/학정리/상림리/중림리/하림리/(내적면)상벌리, 부황리 일부, 상외리/왕덕리 일부/왕북리 | 부적면               | 부황리, 외성리                                                                                                   |
| 부인처면(夫人處面) 마구평리 일부/신전리 일부/(외성면) 관학리/묵동리/용구산리/덕평리 일부/다오개리 일부/부황리 일부/(노성군 두사면) 마두리 일부, 구정리/반송리 일부/평천리 일부/마구평리 일부/동신대리 일부/(적사곡면) 구정리 일부, 계전리 일부/신전리 일부/신기동리 일부/왕북리 일부/덕지동리 일부/(외성면) 덕평리 일부/(노성군 천동면) 왕전리 일부, 철당리/남신대리/동신대리 일부/아호리 일부/둔전평리 일부/(적사곡면) 주천리 일부/평리 일부/신교리 일부/(은진군 화지산면) 주천리 일부, 왕남리/왕북리 일부/창리 일부/덕지리 일부/둔전평리 일부/계전리 일부/아호리 일부/(노성군 광석면) 산동리 일부                                                             | 부적면               | 덕평리, 마구평리, 반송리, 부인리, 아호리, 왕덕리                                                                 |
| 적사곡면(赤寺谷面) 기신동리/성수평리/한신리/감곡리 일부, 상성리/중하성리 일부/평리 일부/(은진군 화지산면) 관촉리 일부/(송산면) 와야리 일부/(가야곡면) 성덕리 일부, 내동리/아곡리/신교리 일부/사교리 일부/구정리 일부/(부인처면) 반송리 일부, 신덕리/풍덕리/신풍리/보우리/중리 일부/안천리 일부/(은진군 가야곡면) 월경리 일부, 대명동리/신평리/안천리 일부/한양리 일부/(은진군 가야곡면) 월경리 일부, 한북리/충곡리/한양리 일부/중리 일부, 금성리/성내리/탑정리/사교리 일부 | 부적면               | 감곡리, 성덕리, 신교리, 신풍리, 안천리, 충곡리, 탑정리                                                           |
| 양량소면(陽良所面) 도정리 일부/제비리 일부/(모촌면)침동리/기사동/남산리 일부, 반암리/물한리/제비리 일부/도정리 일부/(모촌면)남산리 일부, 신기리/상사리/하사리/고암리, 양촌리/신리/임하리 일부/(전라북도 고산군 운북면)하고리 일부, 오산리 일부, 월장리/본장리/동산리/도정리/하광리 일부/(모촌면)남산리 일부, 상광리/하광리 일부/채동/오산리 일부 | 양촌면               | 남산리, 반암리, 신기리, 양촌리, 오산리, 인천리, 채광리                                                           |
| 모촌면(茅村面) 거사리 일부/방축리/신평리/송정리/차곡리/갈전리 일부/죽내리 일부/신흥리 일부/(적사곡면)동상리 일부, 명암리/도림리/왕대리, 모촌리/고리곡리/웅천리 일부/신계리 일부, 서당리/원북리/갈전리 일부/하명암리/거사리 일부/(적사곡면)동상리 일부/(내적면)고정리 일부, 산직리/장동 일부, 신양리/하량리/황산리/시목동/중면암리 일부, 신흥리 일부/신계리 일부/죽내리 일부/웅천리 일부/(은진군 갈마면)방현리 일부 | 양촌면               | 거사리, 명암리, 모촌리, 반곡리, 산직리, 신양리, 신흥리                                                           |
| 벌곡면(伐谷面) 검천리/주티리/축동/오작곡, 대덕리/가정리, 덕곡리, 덕목리/점동/귀암리/대동 일부, 도산리, 만목리/망티/독방리/신촌/사산암리 일부, 사정리/원두문리/척고목리/인정리, 수락리/신고문리/상벌곡리 일부, 신대리/도리산리/조동리/양곡리/동계리/공수산리 일부/반송리 일부, 고월리/장자동/구고운리/공수산리 일부, 신풍리/서근야미리/내어곡리/사산암리 일부/외어곡리 일부, 창평리/외어곡리 일부/반송리 일부/(진잠군 하남면)조동 일부/우명리 일부, 조령리/모전리/송정리/반송리 일부, 한삼천리/대목동/대동 일부 | 벌곡면               | 검천리, 대덕리, 덕곡리, 덕목리, 도산리, 만목리, 사정리, 수락리, 신양리, 양산리, 어곡리, 조동리, 조령리, 한삼천리 |